# 迪祖亞拿足球會
蒂华纳足球俱乐部（西班牙語：Club Tijuana Xoloitzcuintles de Caliente）是一支位於墨西哥下加利福尼亞州的職業足球會，目前於墨西哥超級足球聯賽角逐。

## 外部連結
- Official Club Tijuana site （页面存档备份，存于） （西班牙文） （英文）
- Primera División